# Třezalka
Třezalka (Hypericum) je rod rostlin z čeledi třezalkovité. Jsou to byliny i dřeviny s jednoduchými listy a pravidelnými žlutými květy s množstvím tyčinek. Rostliny bývají drobně žláznatě tečkované. Rod zahrnuje asi 450 druhů a je rozšířen téměř po celém světě od mírného pásu po horské oblasti tropů. V České republice roste celkem 8 druhů. V teplejších oblastech je běžná zejména třezalka tečkovaná, ve vyšších polohách třezalka skvrnitá. Mnoho druhů roste ve Středomoří.
Třezalka tečkovaná je významná léčivá rostlina. Hlavními účinnými látkami jsou hypericin a hyperforin. Některé cizokrajné druhy jsou pěstovány jako okrasné zahradní trvalky či skalničky, např. třezalka kalíškatá, třezalka bobulovitá či třezalka olympská.

## Název
Původ českého názvu třezalka je odvozován od staroslověnského slova třězati (rozpíchat, rozdrásat) podle žláznatě tečkovaných listů, případně od staročeského dřěžeti (třást se). Odborný název Hypericum je odvozován z řečtiny, buď od hypo (pod) a eriké (vřes), tedy "rostoucí pod vřesem", nebo od hyper (nad) a eikón (představa), tedy "nad všechno pomyšlení" (v souvislosti s jejími léčivými vlastnostmi).

## Popis
Třezalky jsou vytrvalé (výjimečně jednoleté) byliny nebo opadavé či stálezelené keře a dokonce i stromy. Africký druh H. bequaertii dorůstá výšky až 10 metrů. Rostliny jsou lysé nebo s jednoduchými chlupy, pokryté průsvitnými nebo neprůhlednými, světlými nebo tmavými žláznatými tečkami. Listy jsou jednoduché, vstřícné nebo případně přeslenité, přisedlé nebo krátce řapíkaté, celokrajné, se zpeřenou nebo dlanitou žilnatinou, bez palistů.
Květy jsou pětičetné nebo řidčeji čtyřčetné, oboupohlavné, uspořádané ve vrcholičnatých květenstvích. Kališní lístky jsou volné nebo na bázi srostlé, u některých druhů zubaté se zuby zakončenými žlázkami. Koruna je citrónově žlutá až zlatožlutá, výjimečně bílá, někdy červeně naběhlá nebo žilkovaná, vytrvalá nebo opadavá. Tyčinek je mnoho a jsou buď uspořádané do 5 (4) svazečků nebo nepravidelně rozmístěné. Nitky tyčinek jsou žluté, tenké, volné nebo srostlé. Semeník obsahuje 3 až 5 komůrek s axilární placentací nebo pouze jedinou komůrku s parietální placentací. Na každé placentě je několik až mnoho vajíček. Čnělky jsou tenké, volné až kompletně srostlé. Blizna je drobná nebo hlavatá. Plodem je přehrádkosečná nebo řidčeji nepukavá tobolka, výjimečně bobule. Semena jsou drobná, válcovitá, často kýlnatá až jednostranně křídlatá.

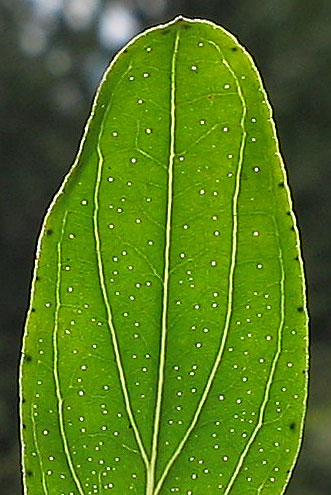
List třezalky tečkované s průsvitnými žlázkami
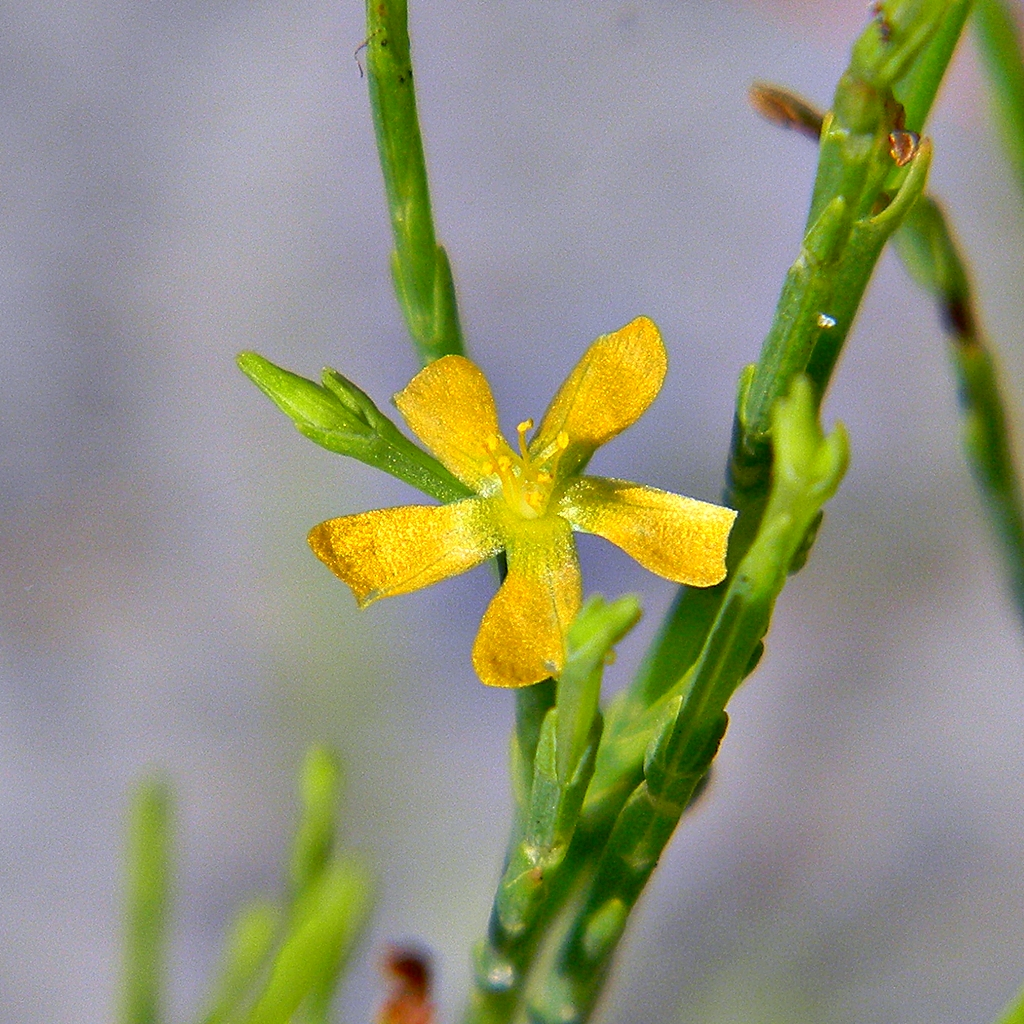
Hypericum gentianoides, severoamerický druh s redukovanými listy
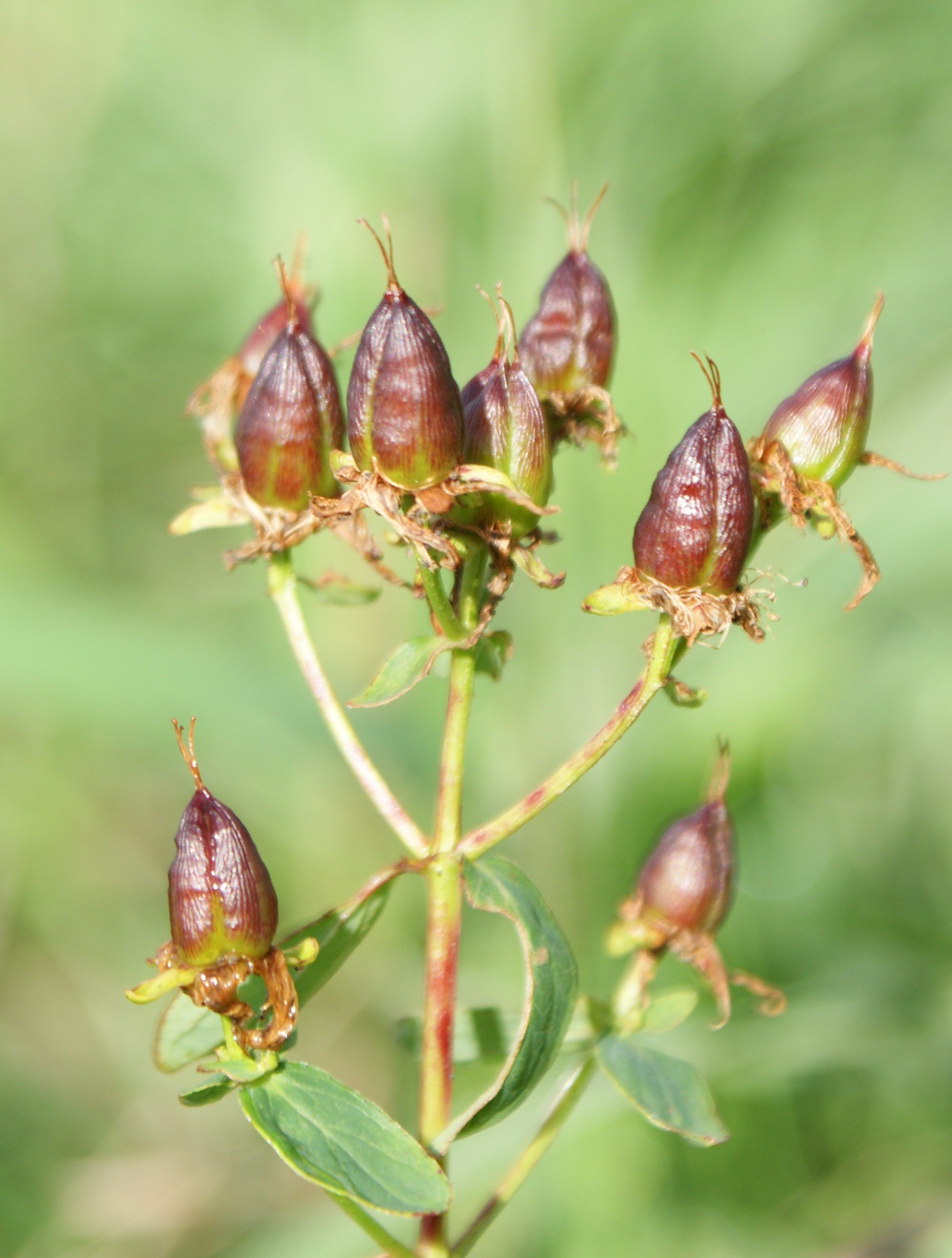
Plody třezalky skvrnité
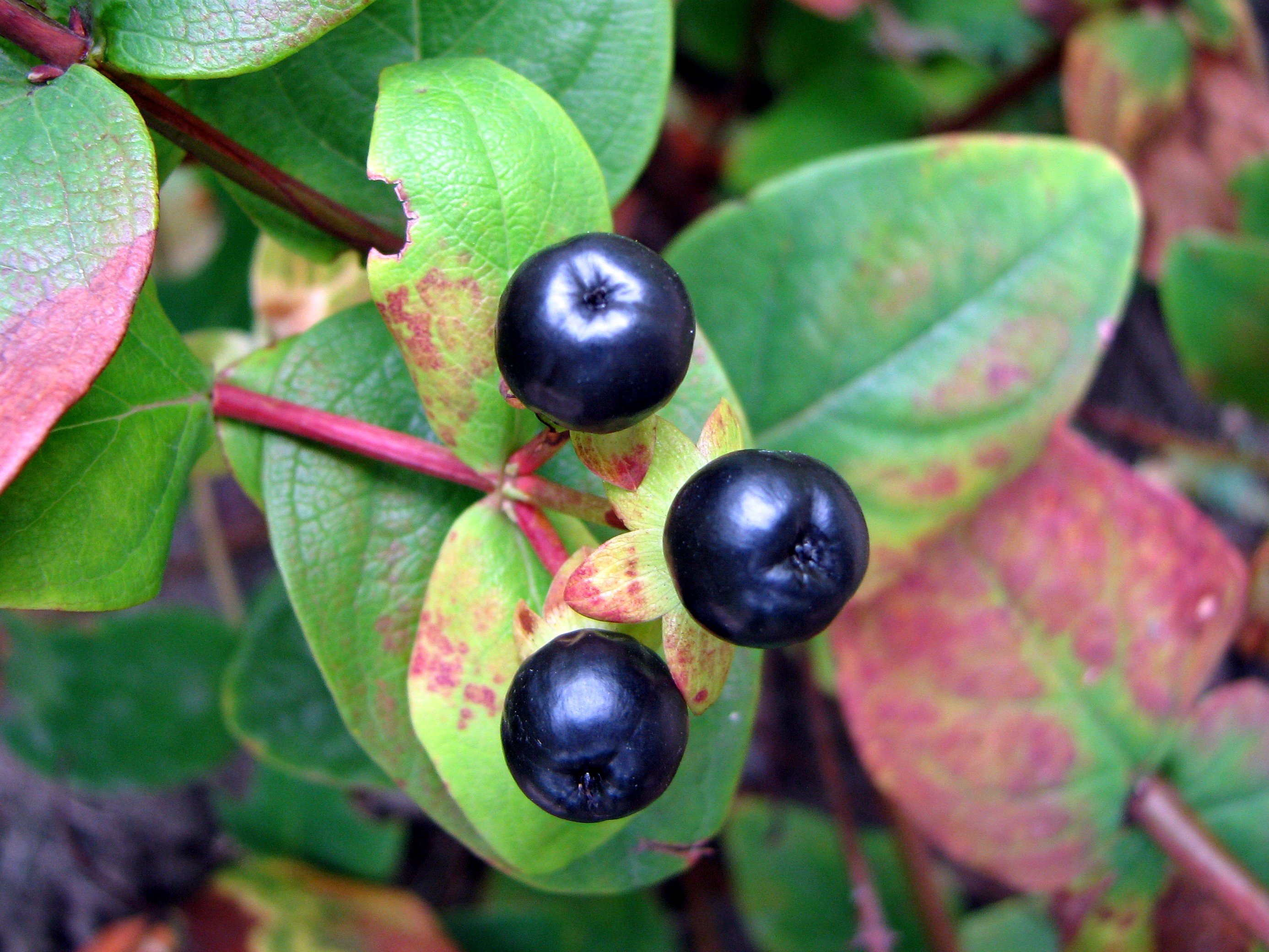
Plody třezalky bobulovité
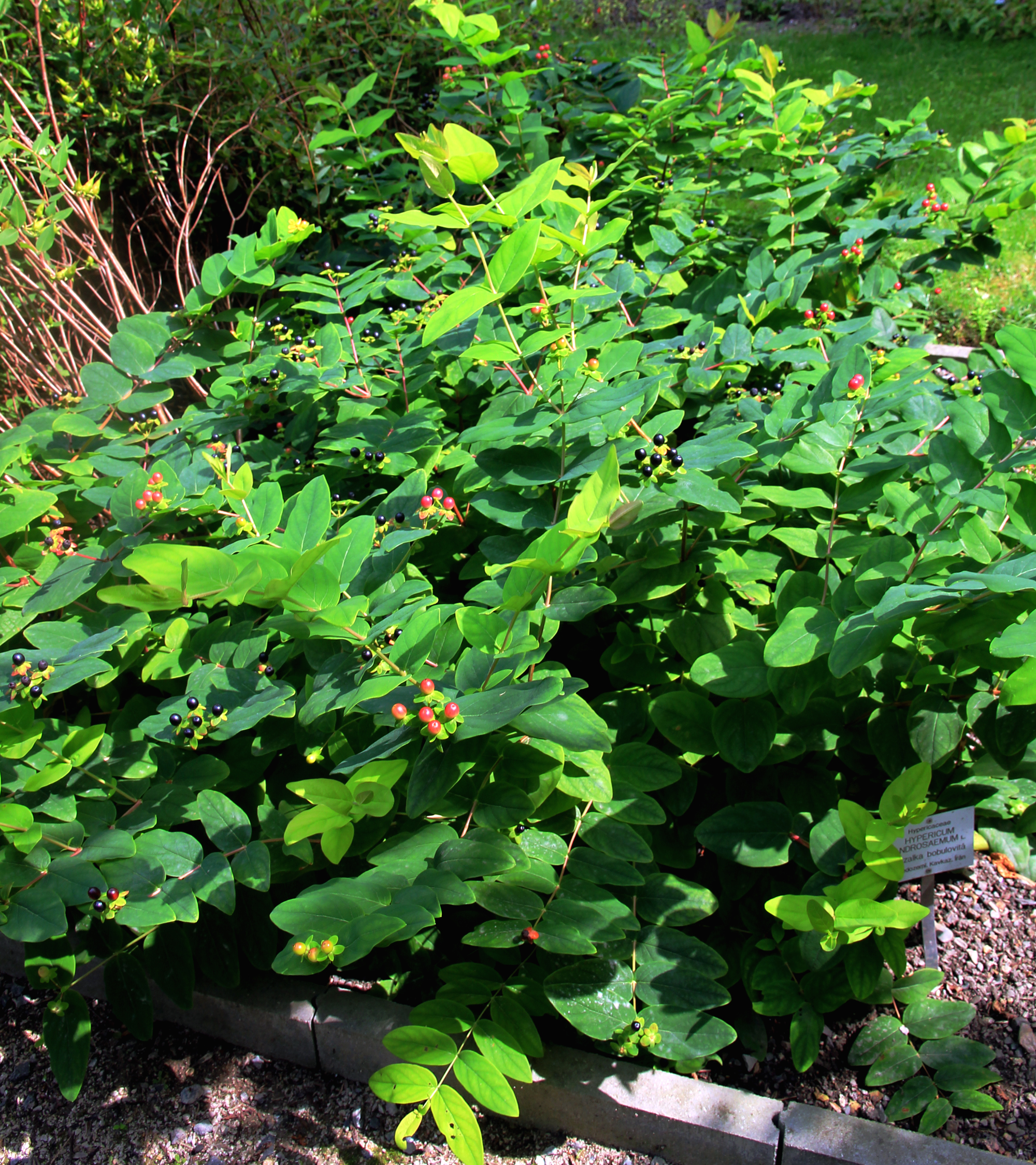
Třezalka bobulovitá

## Rozšíření
Rod třezalka zahrnuje asi 420 až 490 druhů. Je rozšířen téměř po celém světě s výjimkou arktických a pouštních oblastí a většiny nížinných oblastí tropů (chybí např. v Amazonii). Největší počet druhů roste v mírném pásu. V celé Evropě roste asi 65 druhů, převážná většina z nich ve Středomoří. Velký počet druhů je v Malé Asii (v Turecku 82 druhů, téměř polovina z nich jsou endemity). Ze Severní Ameriky je uváděno asi 52 druhů, z Latinské Ameriky asi 100 druhů, z Číny 64, V Asii má rozsáhlý areál druh Hypericum japonicum, rozšířený od Indie a Číny po Japonsko a dále přes jihovýchodní Asii až po Austrálii a Nový Zéland, a také druh H. gramineum, dosahující od Indie až na Novou Kaledonii. Tyto 2 druhy jsou jediné původní třezalky vyskytující se v Austrálii.

### Třezalky v Česku
V České republice roste celkem 8 druhů. V teplých oblastech je hojná třezalka tečkovaná, v chladnějších polohách je běžnějším druhem třezalka skvrnitá. V nižších a středních polohách se dále roztroušeně vyskytuje třezalka horská a třezalka chlupatá, rostoucí zejména ve světlých lesích a křoviskách, a třezalka čtyřkřídlá, vyhledávající mokřady, mokré louky a prameniště. Poměrně zřídkavým druhem je třezalka rozprostřená, vyznačující se poléhavou lodyhou. Roste na vlhkých místech na lesních cestách, březích rybníků či mokrých loukách. Třezalka ozdobná je vzácný druh, vázaný na stepní a lesostepní stanoviště teplých oblastí. Třezalka pěkná je v ČR kriticky ohrožený druh (kategorie C1) a v určité době byla považována za vyhynulou. Roste na světlinách jehličnatých a smíšených lesů na kyselých písčitých půdách.

## Obsahové látky a účinek
Z látek obsažených v třezalkách je významný zejména hypericin a blízce příbuzné látky, jako je pseudohypericin. Chemicky se jedná o naftodiantrony, deriváty antrachinonu obsahující strukturu z 8 těsně spojených benzenových jader. Hypericin má červenou barvu. Látka má prokázané antivirotické účinky proti řadě virů a retrovirů včetně HIV. Je zodpovědná za fotosenzibilující účinek (zvyšující citlivost pokožky vůči UV záření) a byla také v této souvislosti testována ohledně léčby rakoviny. Obsah hypericinu a pseudohypericinu v třezalce tečkované je asi 0,12 %, zatímco v třezalce skvrnité a třezalce čtyřkřídlé jen okolo 0,05 %. Zahradní druhy, jako třezalka bobulovitá nebo třezalka kalíškatá, jej neobsahují vůbec. Nejvyšší obsah byl zjištěn u druhu Hypericum boissieri (0,51 %) z jihovýchodní Evropy.
Látka způsobující sedativní účinky třezalky tečkované dlouho nebyla identifikována, v současné době je tento účinek připisován hyperforinu, složité látce ze skupiny floroglucinolů. Bylo zjištěno, že tato látka ovlivňuje rovnováhu neurotransmiterů v mozku, tím, že inhibuje jejich vstřebávání. Z dalších látek jsou v třezalce tečkované obsaženy silice, flavonoidy, xanthony, třísloviny aj.

Hypericin
Pseudohypericin
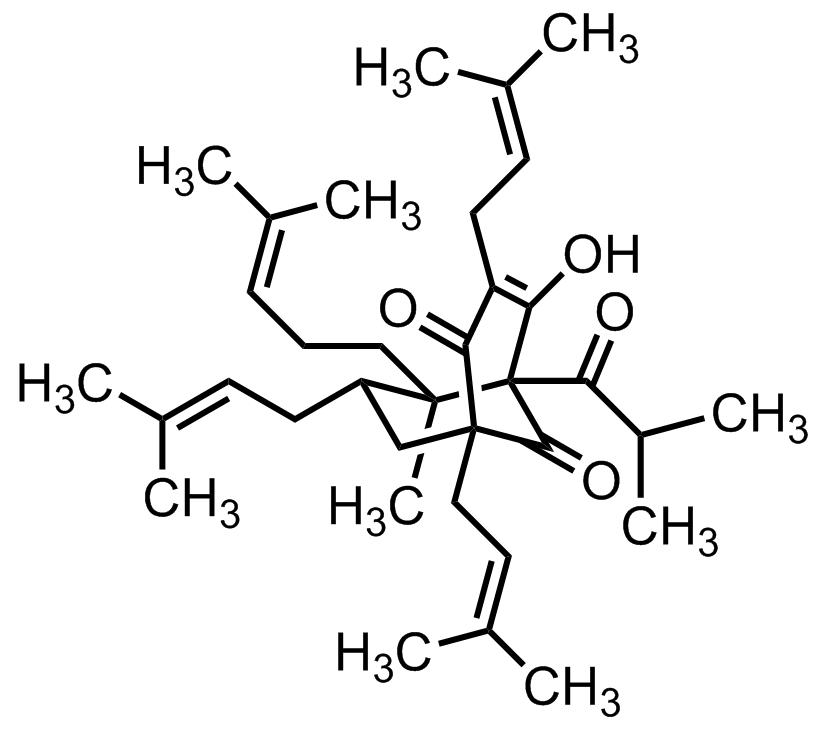
Hyperforin

## Zástupci
- třezalka Arnoldova (Hypericum x arnoldianum, = H. galioides x lobocarpum)
- třezalka bobulovitá (Hypericum androsaemum)
- třezalka čínská (Hypericum chinense)
- třezalka čtyřkřídlá (Hypericum tetrapterum)
- třezalka Hookerova (Hypericum hookerianum)
- třezalka horská (Hypericum montanum), syn. třezalka chlumní
- třezalka hustokvětá (Hypericum densiflorum)
- třezalka chlupatá (Hypericum hirsutum)
- třezalka jehličkovitá (Hypericum coris)
- třezalka kalíškatá (Hypericum calycinum)
- třezalka kanárská (Hypericum canariense)
- třezalka koujtšenská (Hypericum kouytchense)
- třezalka kozlí (Hypericum hyrcinum)
- třezalka křížolistá (Hypericum reflexum)
- třezalka libanonská (Hypericum libanoticum)
- třezalka listnatá (Hypericum frondosum)
- třezalka Moserova (Hypericum x moserianum, = H. calycinum x patulum)
- třezalka nepravá (Hypericum x nothum, = H. densiflorum x kalmianum)
- třezalka nevonná (Hypericum x inodorum, = H. androsaemum x hircinum)
- třezalka olympská (Hypericum olympicum)
- třezalka ozdobná (Hypericum elegans), syn. třezalka sličná
- třezalka pěkná (Hypericum pulchrum)
- třezalka prorůstavá (Hypericum prolificum)
- třezalka rozkladitá (Hypericum patulum)
- třezalka rozprostřená (Hypericum humifusum)
- třezalka skvrnitá (Hypericum maculatum)
- třezalka srostlolistá (Hypericum coadunatum)
- třezalka šicholistá (Hypericum empetrifolium)
- třezalka tečkovaná (Hypericum perforatum)
- třezalka tříkvětá (Hypericum kalmianum)
- třezalka uralská (Hypericum uralum)
- třezalka velkolistá (Hypericum grandifolium)
- třezalka vousatá (Hypericum barbatum)
- třezalka vysoká (Hypericum elatum)
- třezalka žláznatá (Hypericum glandulosum)[11][14][15][16][17][18][19]

## Význam

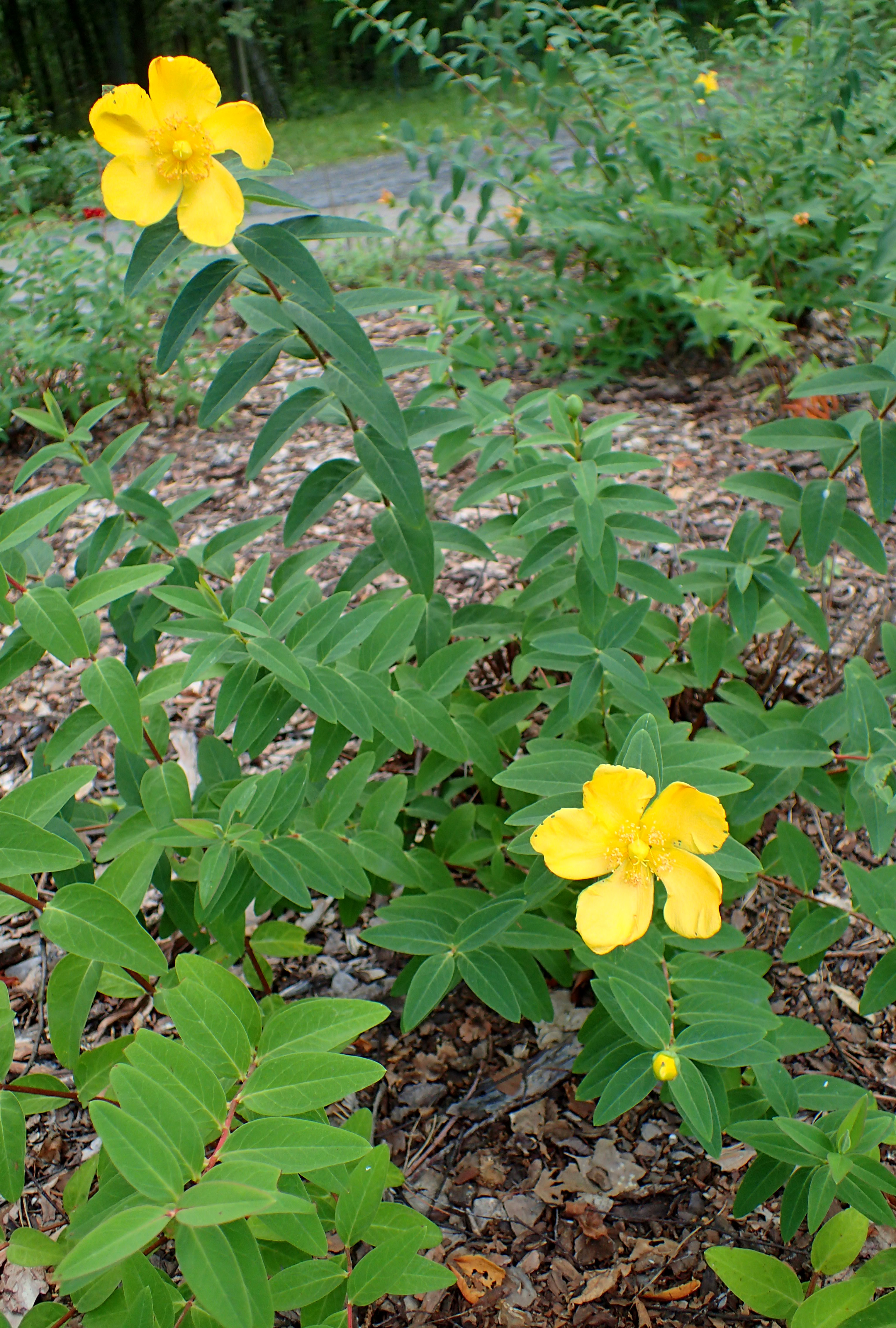
Zahradní třezalka H. x hidcoteense 'Hidcote'

Třezalka tečkovaná je významná léčivá rostlina s dosti širokým uplatněním. Má hojivé, protizánětlivé, sedativní a antivirotické účinky, povzbuzuje látkovou výměnu a vylučování žluči. Ve fytoterapii se používá zejména k čištění krve, při depresích, léčení ekzémů a různých vnitřních orgánů. Zevně se používá při léčení ran, pohmožděnin apod. Užívá se ve formě nálevu z nati, tinktury nebo se maceruje v oleji a získává se tak červeně zbarvený třezalkový olej. Používá se též v homeopatii a je to známá magická rostlina. Rostlina způsobuje zvýšenou citlivost kůže vůči UV záření. Jiné druhy třezalek se nesbírají.
Některé nápadně kvetoucí druhy z mírného pásu jsou pěstovány jako okrasné rostliny. Třezalka kalíškatá vyniká velkými květy s množstvím tyčinek. Vyhovují jí stinná a polostinná stanoviště. Ještě větší květy o průměru až 7 cm má kultivar 'Hidcote', vypěstovaný zkřížením třezalky kalíškaté s H. cyathiflorum 'Gold Cup'. Třezalka olympská naopak vyžaduje výslunné stanoviště a pěstuje se i jako skalnička. Třezalka bobulovitá a její kříženec třezalka nevonná jsou ozdobné také svými plody.

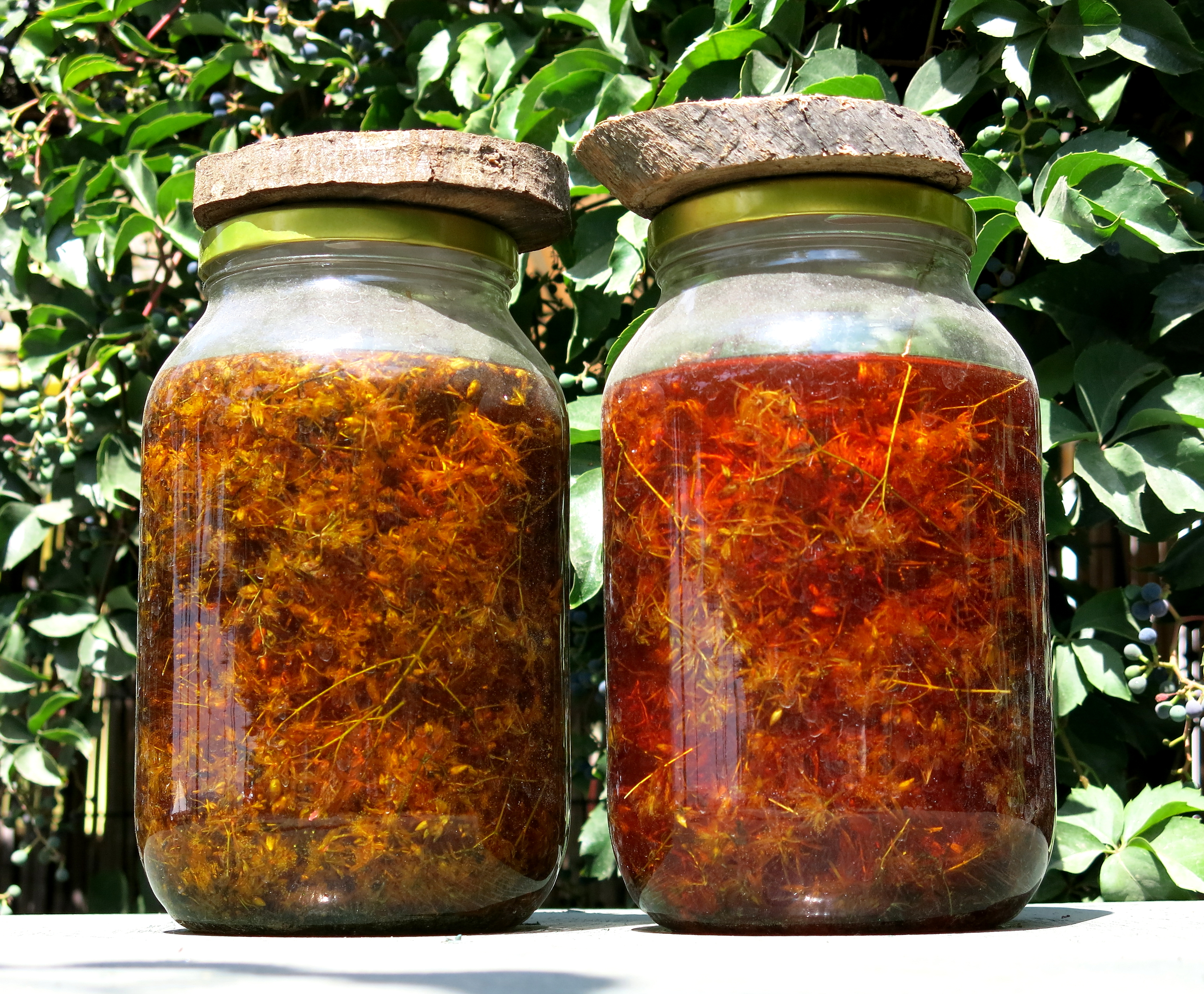
Extrakce třezalkového oleje
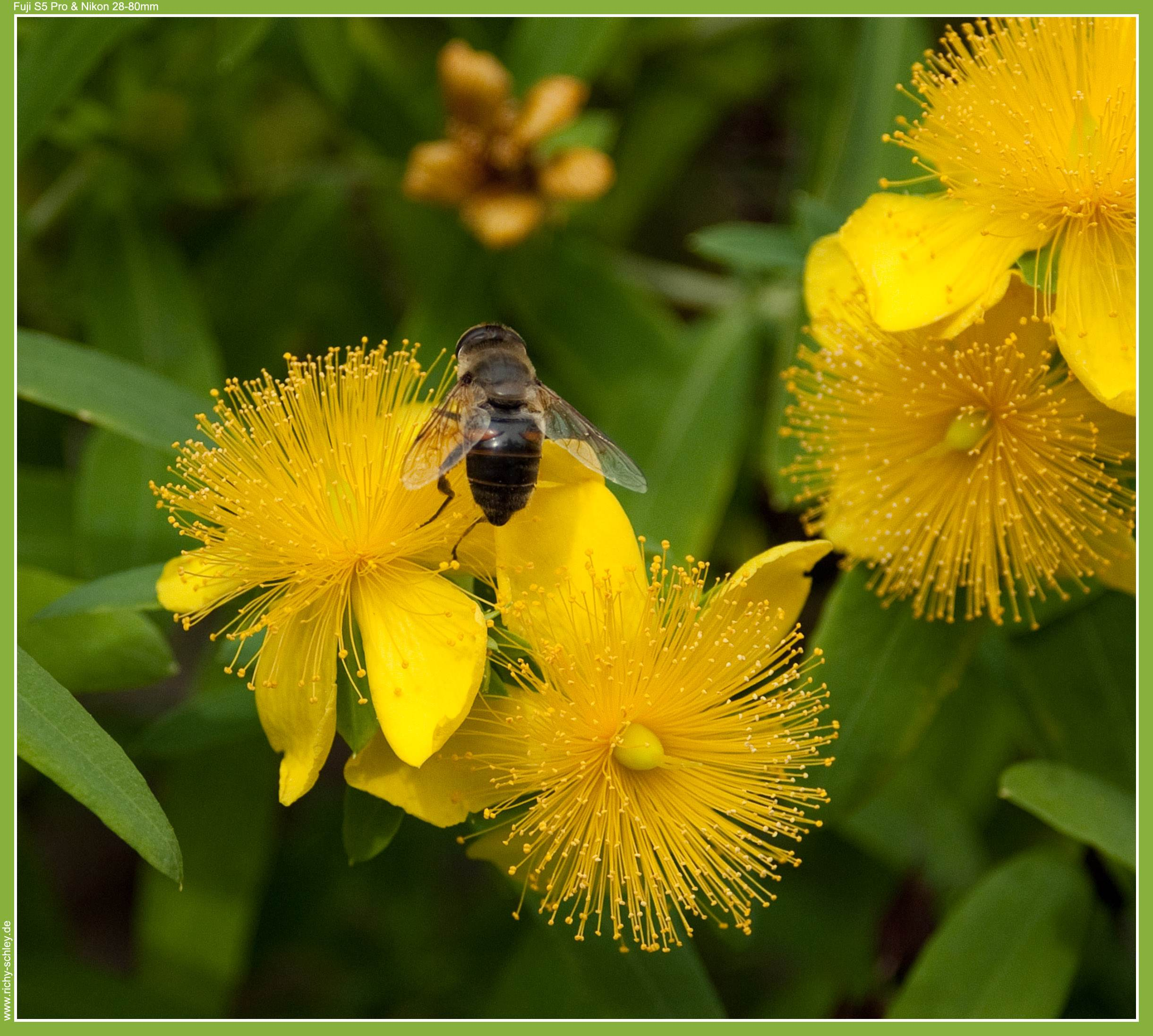
Třezalka kalíškatá (Hypericum calycinum)
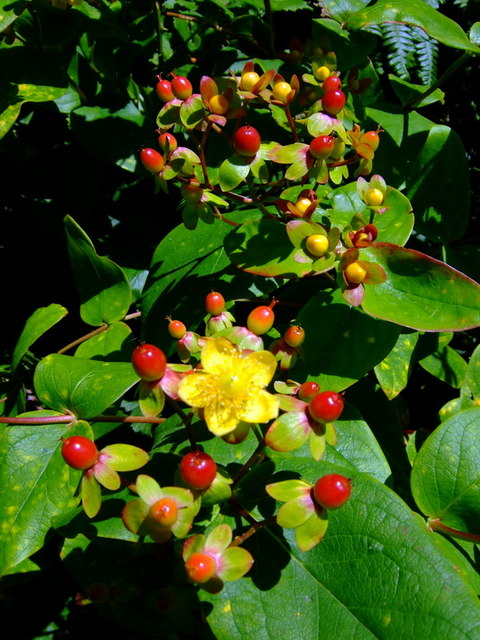
Třezalka nevonná (H. x inodorum) s plody
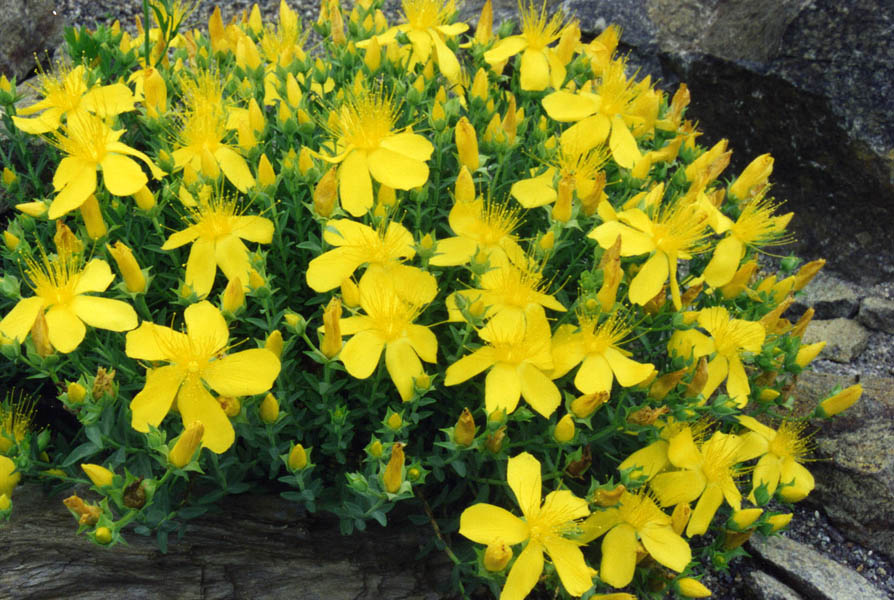
Třezalka olympská (H. olympicum)

## Pěstování a množení
Většina pěstovaných druhů prospívá ve vlhčích a spíše kyselejších půdách na světlém až polostinném stanovišti. Vhodné je teplé a chráněné stanoviště a zimní přikrývka. Vysazují se do skupin nebo jako solitéry či předsadba keřů. Vyšší druhy, jako je třezalka kalíškatá nebo Hypericum henryi, lze použít i jako nízký živý plot. Některé druhy se pěstují i jako půdopokryvné rostliny, jiné mají vzrůst spíše keřovitý. Množí se na jaře výsevem drobných semen na povrch prosáté vřesovky, řízkováním nebo dělením. Řízky lze odebírat buď zelené od června do srpna nebo vyzrálé až do listopadu.